# Алексіївка (Чулимський район)
Алексіївка (рос. Алексеевка) — селище у Чулимському районі Новосибірської області Російської Федерації.
Входить до складу муніципального утворення Базовська сільрада. Населення становить 465 осіб (2010).

## Історія
Згідно із законом від 2 червня 2004 року органом місцевого самоврядування є Базовська сільрада.

## Населення
| 2002 | 2007 | 2010 |
| ---- | ---- | ---- |
| 448  | ↗507 | ↘465 |

## Постаті
В селищі народився український генерал-лейтенант Іван Миколайович Красильников.